# Pacifico Clara

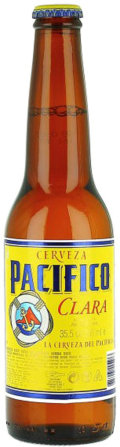
cerveza

Pacifico Clara är en ljus, mexikansk öl med 4,5 % alkoholhalt. Ölen har exporteras flitigt till USA sedan 1985 och där har ölen fått sig ett starkt rykte.

Pacifico Clara är en av Mexikos mest populära ölsorter, och började bryggas i Mazatlán, Mexiko. Grupo Modelo började att exportera Pacifico Clara 1985 till USA. Pacifico Clara är det 15:e mest populära ölet i USA. Pacifico Clara har en alkoholhalt på 4,5 %. 